# Instituto Nacional de Matemática Pura e Aplicada
L'Institut Nacional de Matemàtica Pura i Aplicada, en portuguès Instituto Nacional de Matemática Pura e Aplicada, també conegut per l'acrònim IMPA, és un dels instituts de recerca del Ministeri de la Ciència i Tecnologia del Brasil, localitzat al Barri de Jardim Botânico, a la ciutat de Rio de Janeiro. Va ser fundat en 1951, amb el nom d'Instituto de Matemática Pura e Aplicada.
L'institut té com a objectiu la recerca en matemàtica i la formació acadèmica, per a màsters i doctorats.